# Bajka o ribaru i ribici
Bajka o ribaru i ribici je priča koju je 1833. godine napisao ruski književnik Aleksandar Sergejevič Puškin.
Smatra se da se siže bajke temelji na pomeranskoj bajci O ribaru i njegovoj ženi (njem. Vom Fischer und seiner Frau) iz zbornika braće Grimm, s kojoj se dosta podudara, a također ima zajedničkog s ruskom narodnom bajkom Pohlepna starica (u kojoj se umjesto zlatne ribice pojavljuje čarobno drvo).
Mjesto bajke je smješteno na žalu sinjega mora, a tema je borba između dobra i zla.

## Sadržaj
Starac i njegova žena bili su siromašni i živjeli su u kolibi blizu mora. Jednog dana starac je ulovio zlatnu ribicu koja mu obeća da će mu, ako je pusti, ispuniti svaku želju. Ali starac je bio dobar i vrati je u more, ne zatraživši ništa. Kada se vratio kući taj događaj je ispričao svojoj ženi. Ona se naljuti i naredi mu da se vrati na obalu mora i od ribice zatraži novo korito. Starac posluša, a zlatna ribica ispuni njegovu želju.
Vidjevši to starica postaje sve pohlepnija, želi novu kuću, želi biti vlastelinka, želi biti svijetla carica. Sve te želje ribica ispuni, a starica od starca načini slugu. Međutim sve to starici nije bilo dosta. Želi postati vladarica mora i da joj služi zlatna ribica. Kada je starac prenio i tu staričinu želju, ribica nije ništa odgovorila, samo je repom udarila po vodi i zaronila u more. Starac se vratio kući, staroj kolibi ispred koje je stajala starica uz prepuklo korito.

## Likovi
Likovi su starac, starica i zlatna ribica.
- starac: skroman, dobar i plemenit
- starica: pohlepna, ohola i nemilosrdna
- zlatna ribica: dobra, održava svoje obećanje

## Kazališne predstave i ekranizacije bajke
- 1866. fantastični balet Le Poisson doré; koreograf Arthur Saint-Léon, glazba Ludwig Minkus, Rusko Carstvo.[3]
- 1917. opera Bajka o ribaru i ribici Nikolaja Čerepnina, Rusija.[4]
- 1937. - animirani film Bajka o ribaru i ribici, redatelj Aleksandar Ptuško, Rusija.[5]
- 1950. animirani film Bajka o ribaru i ribici; scenarist Mihail Voljpin, redatelj Mihail Cehanovski, kompozitor Jurij Levitin, studio Sojuzmultfilm, Rusija.[6]
- 1986. dugometražni film Nakon kišice u četvrtak: u filmu likovi Ivan Carević i Ivan Podmetnuti izvode lutkarsku predstavu prema bajci pred Koščejem Besmrtnim.[7]
- 1998. opera Bajka o ribaru i ribici; redateljica Jelena Plotnikova, moskovsko kazalište lutaka MGDD(J)T, Rusija.[8]
- 2002. animirani film Bajka o ribaru i ribici; scenaristica i redateljica Natalija Dabiža, kompozitor Grigorij Gladkov, studio Sojuzmultfilm, Rusija.[9]

### Predstave u hrvatskim kazalištima[10]
- Zagrebačko kazalište lutaka
  - Zlatna ribica: Čarobna šala u šest slika; adaptirao Vojmil Rabadan, redateljica Višnja Zgaga-Vugljenović, scenarist Marijan Trepše, lutke Željana Markovine, Bruna Bulića, Tille Durrieux i Paule Galeković (premijere 29. prosinca 1950., 23. ožujka 1954.).
  - Zlatna ribica; adaptirala Kosovka Kužat-Spaić, redateljica Kosovka Kužat-Spaić, scenarist i kostimograf Berislav Deželić, koreografkinja Sonja Kastl, lutke Berislava Deželića, glazba Arsen Dedić (premijera 28. listopada 1975., 29. kolovoza 1977.).
- Dječje kazalište "Ognjen Prica", Osijek
  - Zlatna ribica. Lutkarska igra u tri slike; adaptirao Hranislav Rašić (Vojmil Rabadan), redateljica Zorka Festetić, scenarij Zvonimir Manojlović, lutle Bratislave Košute (premijera 14. veljače 1965.).
  - Ribar i zlatna ribica. Lutkarska igra u dva dijela, s bugarskog preveo Ivan Balentović, pjesme prepjevala Kruna First-Medić, glazba Petra Gjulementova, redatelj Aleko Minčev, scenarij Ivan Correv, lutke Ivana Coneva (premijera 8. veljače 1976., 18. lipnja 1976.).
- Narodno kazalište lutaka, Šibenik
  - Bajka o ribaru i ribici; Pozorište lutaka, Niš. Redatelj Miroslav Ujević, predstava odigrana 26. lipnja 1977. u Narodnom kazalištu u Šibeniku.
- Gradsko kazalište, Žar ptica, Zagreb
  - Bajka o ribaru i ribici; preveo Dobriša Cesarić, dramaturg Ivica Buljan, redatelj Robert Waltl, likovna obrada Iva Matija Bitanga i Leo Vukelić, skladatelj Dragan Lukić, glumci: Ana Karić, Enes Kišević, Maja Kovač i Aleksandar Antić (premijera 21. travnja 2002.).[11]

## Zanimljivosti
- U rukopisu bajke se nalazi bilješka: "18 pjesan srpska", što znači da ju je Puškin namjeravao uključiti u sastav Pjesama zapadnih Slavena.[12]
- U ruski jezik je ušla uzrečica "ostati u slomljenog korita", rus. "остаться у разбитого корыта" - tj. ostati bez ičega.[13]

## Galerija
- Prigodna kovanica Bajka o ribaru i ribici, Bjelorusija, 2009.
- Prigodna marka, 1997.
- B. Zvorikin: Bajka o ribaru i ribici, 1900.(?)
- N. Matorin: razglednica Bajka o ribaru i ribici, 1917.
- I. Bilibin: Bajka o ribaru i ribici, 1908.
- Litografija iz zbirke A. Morozova[14], Bajka o ribaru i ribici, 1870.